# Comissão para o Esclarecimento Histórico
A Comissão para o Esclarecimento Histórico (em castelhano:  Comisión para el Esclarecimiento Histórico, CEH) foi uma comissão da verdade e reconciliação na Guatemala. Sua criação foi acordada após a assinatura do Acordo sobre o estabelecimento da Comissão para o Esclarecimento Histórico das violações de direitos humanos e atos de violência que causaram sofrimento à população guatemalteca, em 23 de junho de 1994. A Comissão teve a mandato para "Elaborar um relatório que contenha os resultados das investigações realizadas e que ofereça elementos objetivos de julgamento sobre o que aconteceu durante este período, abrangendo todos os fatores, internos e externos."
A Comissão para o Esclarecimento Histórico da Guatemala foi criada como resposta às milhares de atrocidades e violações de direitos humanos cometidas durante as décadas da guerra civil que começou em 1962 e terminou no final da década de 1990 com acordos de paz facilitados pelas Nações Unidas. A comissão funcionou sob um mandato de dois anos, de 1997 a 1999, e empregou três comissários: um homem guatemalteco, um homem não nacional e uma mulher maia. O mandato da comissão não era julgar, mas esclarecer o passado com "objetividade, equidade e imparcialidade".
Entre outras coisas, a comissão revelou que mais de 200.000 pessoas foram mortas ou desapareceram durante o conflito e atribuiu 93% das violações às forças do Estado e grupos paramilitares relacionados. A comissão observou que durante o conflito a distinção entre combatentes e não combatentes não foi respeitada e como resultado muitas crianças, padres, líderes indígenas e mulheres e homens inocentes foram mortos. A CEH tinha como objetivo incutir a harmonia nacional, promover a paz, fomentar uma cultura de respeito mútuo em relação aos direitos humanos e preservar a memória das vítimas do conflito.